# Friedhof Gotlindestraße (Berlin-Lichtenberg)

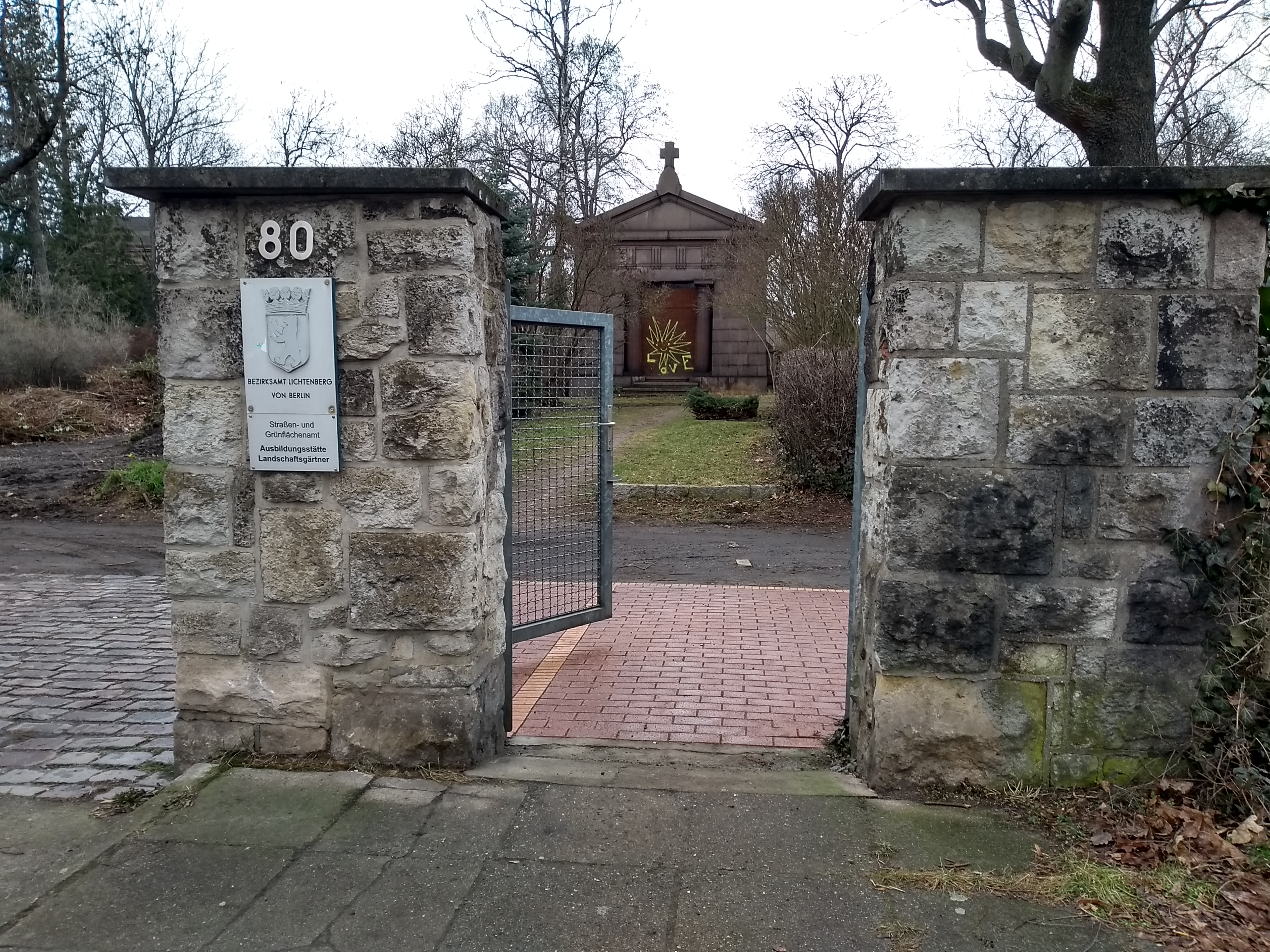
Friedhofseingang (im Hintergrund das Mausoleum der Familie Loeper)

Der Friedhof Gotlindestraße ist ein ehemaliger Friedhof im Berliner Ortsteil Lichtenberg des gleichnamigen Bezirks, Gotlindestraße 80.

## Geschichte und Beschreibung

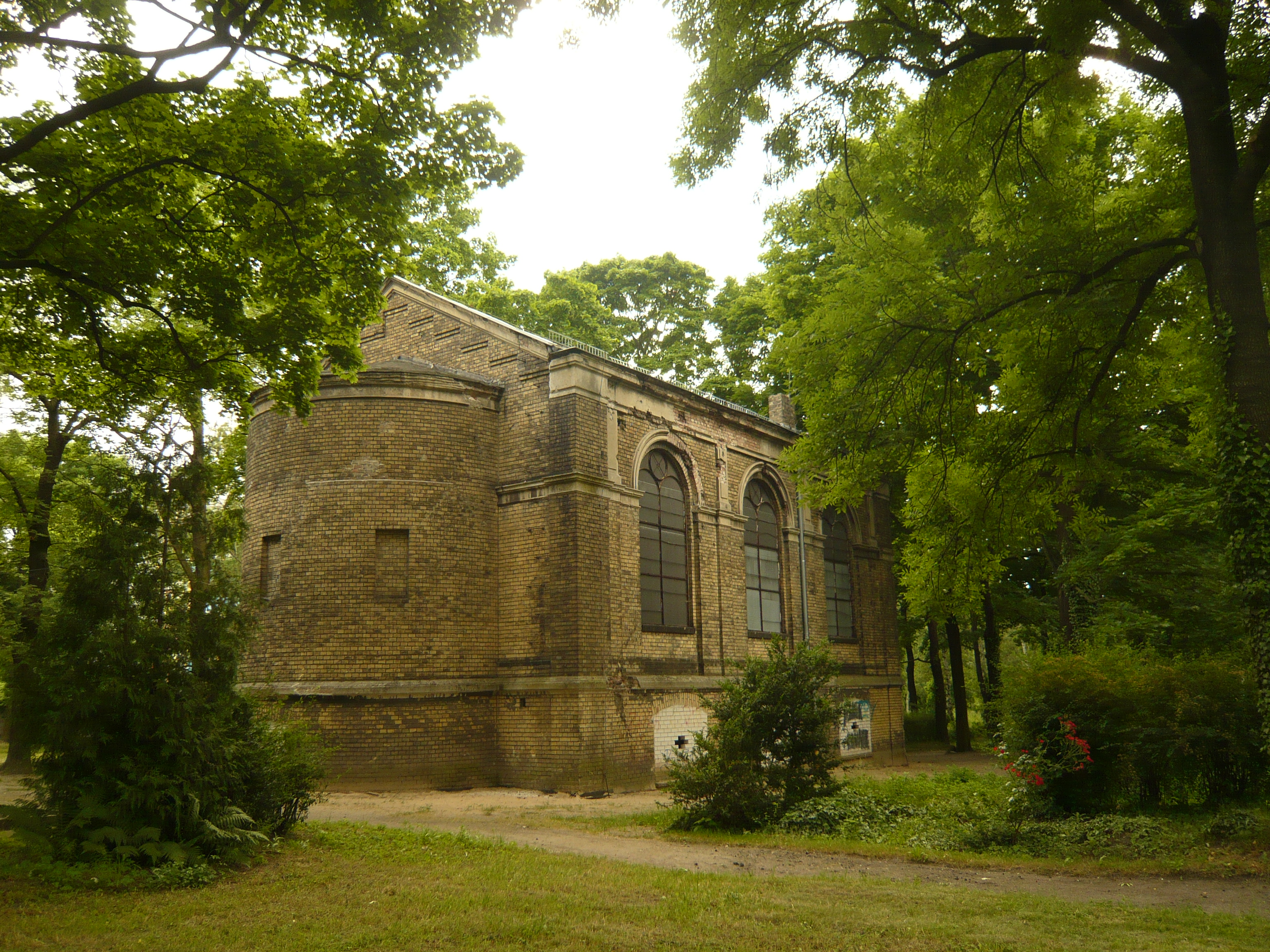
Kapelle

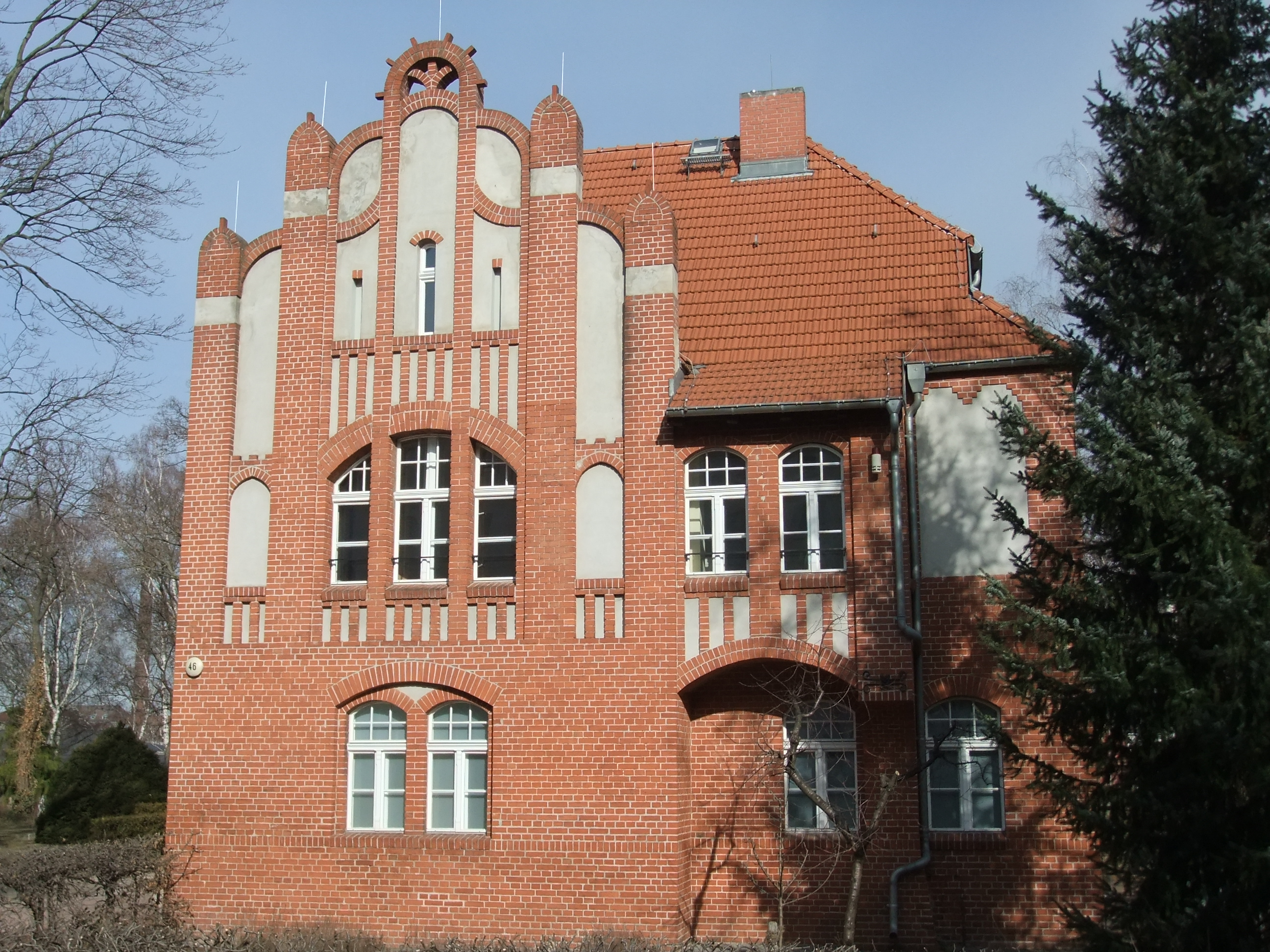
Verwaltungsgebäude

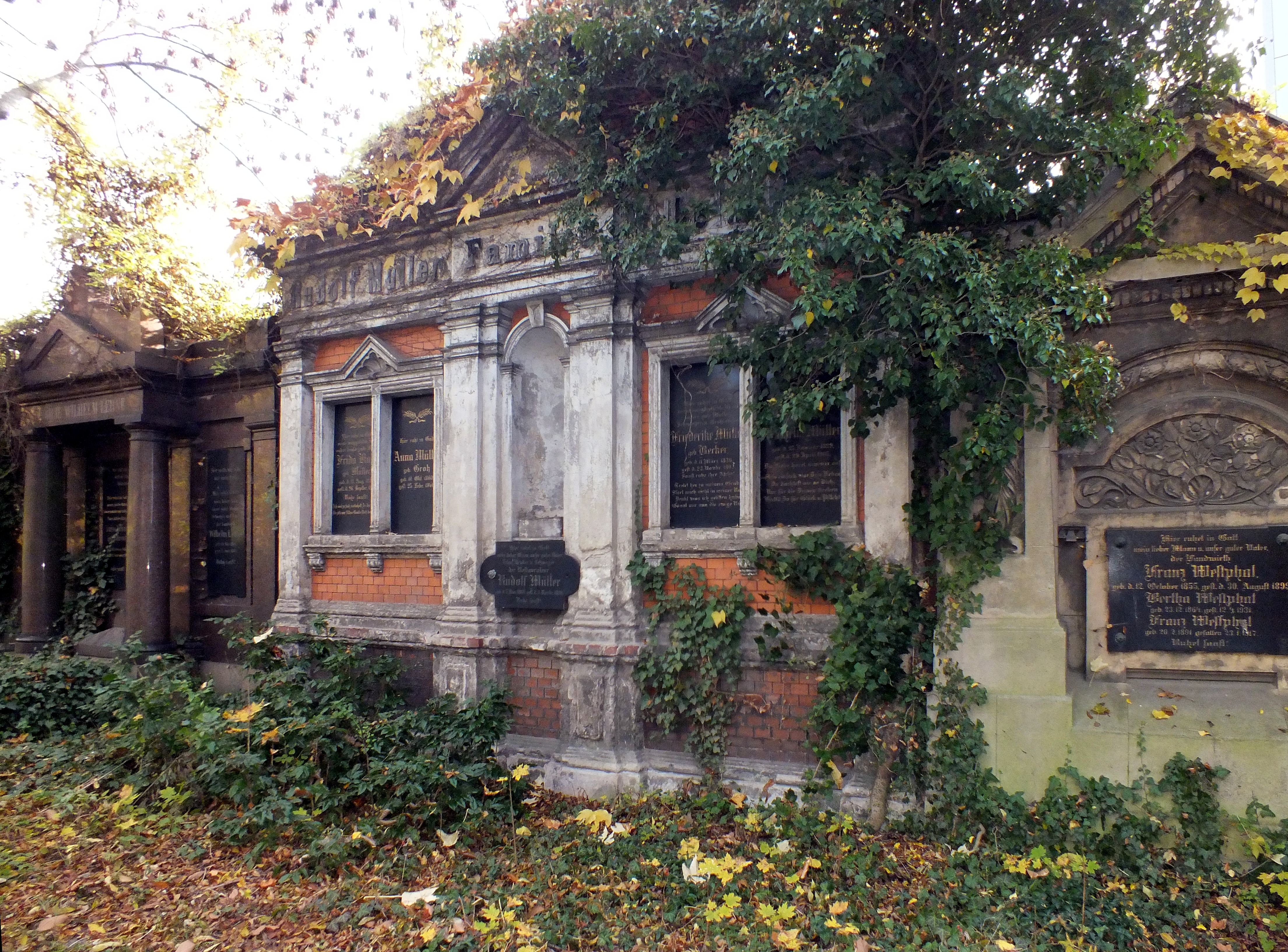
Erbbegräbnisse

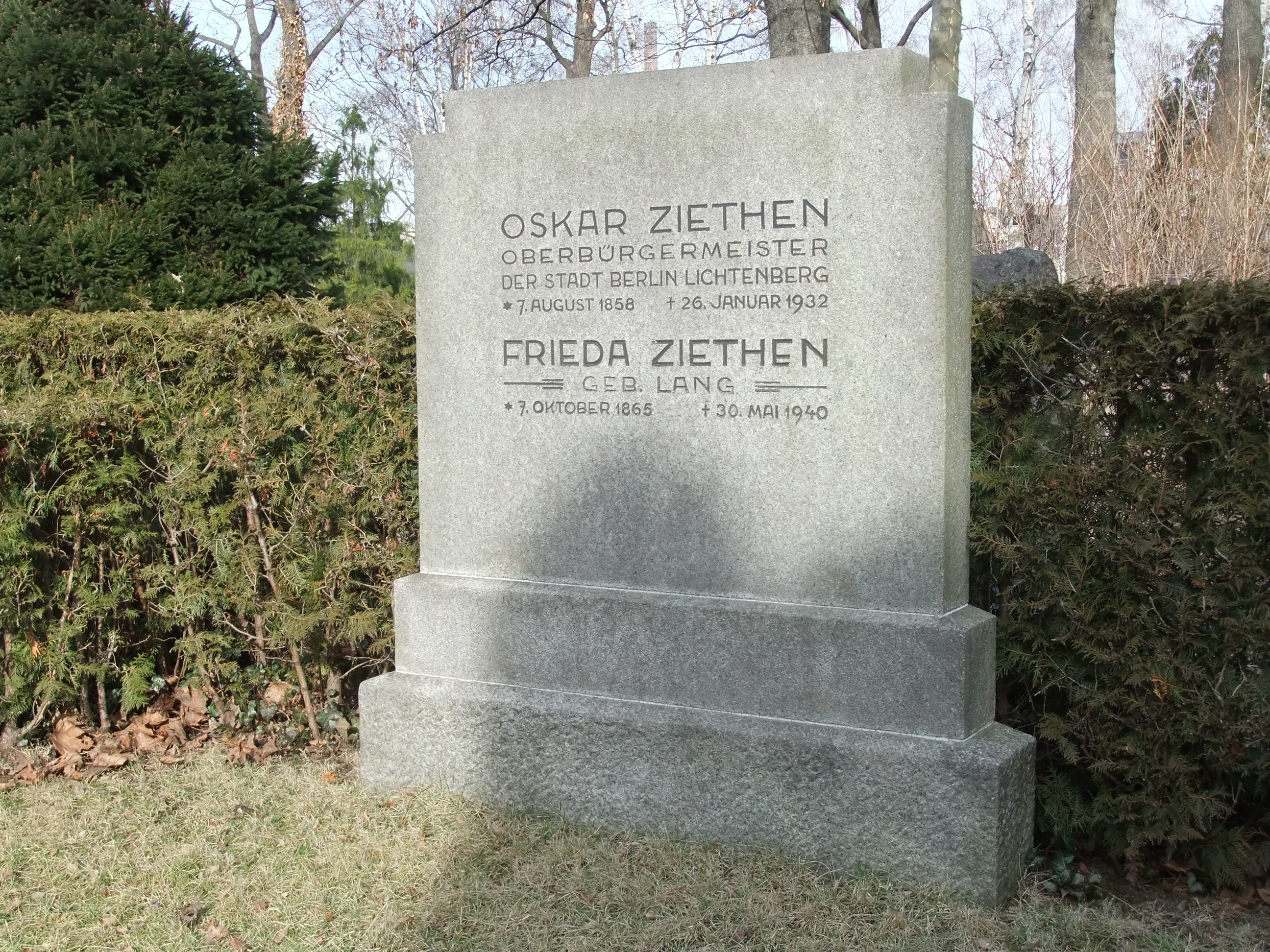
Grab von Oskar Ziethen

Der Friedhof wurde 1886 angelegt und ist seit 1970 geschlossen. Die Gesamtanlage mit Friedhof, Kapelle und Verwaltungsgebäude steht unter Denkmalschutz. Sie ist auch als Gartendenkmal in der Berliner Denkmalliste erfasst.
Die Friedhofskapelle wurde um 1890 aus gelbem Backstein-Mauerwerk im Stil der Neorenaissance (nach Vorbildern der italienischen Renaissance) mit östlicher Rundapsis errichtet, sie ist ungenutzt und verfällt. Das um 1900 entstandene Verwaltungsgebäude ist ein Ziegelbau mit Staffelgiebel und Putzblenden in der Art der norddeutschen Renaissance. Es wird von einer Berufsausbildungsstätte für Gärtner genutzt.
An der Südwand des Friedhofs zur Gotlindestraße liegen viele Erbbegräbnisse. Das Mausoleum der Familie Loeper im griechisch-dorischen Stil von 1925 ist dem Verfall preisgegeben, nachdem in den 1990er Jahren in das Bauwerk eingebrochen und es dabei verwüstet wurde.
Der als Alleequartierfriedhof mit einer Fläche von 29.999 m² an gelegte Friedhof ist in der amtlichen Übersicht des Grünanlagenbestands von Berlin unter der Nummer 21GA10 verzeichnet.
Es gibt Planungen des Bezirksamts Lichtenberg, die in ihrem Bestand gefährdete Anlage zu erhalten und Nutzungsideen zu entwickeln.

## Bestattete Persönlichkeiten
- Familie Loeper, Gutsbesitzer in Lichtenberg (Mausoleum)
- Gustav Kielblock (1843–1917), Kommunalpolitiker in Lichtenberg, Stadtrat, erster Ehrenbürger von Lichtenberg
- Rudolf Reusch (1851–1931), Stadtrat und Stadtältester, Namensgeber der Rudolf-Reusch-Straße in Lichtenberg
- Max Glaschke (1856–1922), Stadtrat und Stadtältester, Namensgeber der Glaschkestraße in Lichtenberg
- Oskar Ziethen (1858–1932), erster Bürgermeister der Stadt Lichtenberg
- Emil Hoener (1863–1925), Pfarrer in Lichtenberg, Namensgeber des Hoenerwegs in Lichtenberg